# Parc national Los Remedios
Le parc national « Los Remedios (des Remèdes ; en espagnol : Parque nacional Los Remedios) » est un parc national mexicain situé dans l'État de Mexico. On retrouve dans cette aire protégée de 400 ha la basilique Notre-Dame-des-Remèdes, l'aqueduc de Los Remedios (es) et un site archéologique comprenant un temple d'origine chichimèque. Géré par la Comisión Nacional de Áreas Naturales Protegidas (Commission nationale pour la conservation de la Nature au Mexique) , il vit le jour en 1938.